# Alosetrón
El alosetrón, se vende bajo la marca Lotronex, entre otras, es un medicamento utilizado para el síndrome del intestino irritable  con predominio de diarrea en mujeres.  Sólo debe utilizarse en pacientes con enfermedad grave que no puede controlarse con otros tratamientos.  Este medicamento se toma por vía oral.
Los efectos secundarios de este medicamento incluyen estreñimiento, dolor abdominal y náuseas.  Otros efectos secundarios pueden incluir obstrucción intestinal y colitis isquémica. La seguridad de este medicamento durante el embarazo no está clara.
Este medicamento fue patentado en 1987 y comenzó a utilizarse con fines médicos en la década de 1990.  Se retiró temporalmente en 2000 debido a problemas de estreñimiento, pero se reintrodujo en 2002. Está disponible como medicamento genérico. En Estados Unidos, un mes cuesta unos 240 dólares estadounidenses en 2022.